# Aillutticus
Aillutticus is een geslacht van spinnen uit de familie springspinnen (Salticidae).

## Soorten
De volgende soorten zijn bij het geslacht ingedeeld:
- Aillutticus knysakae Ruiz & Brescovit, 2006
- Aillutticus montanus Ruiz & Brescovit, 2006
- Aillutticus nitens Galiano, 1987
- Aillutticus pinquidor Galiano, 1987
- Aillutticus raizeri Ruiz & Brescovit, 2006
- Aillutticus rotundus Galiano, 1987
- Aillutticus soteropolitano Ruiz & Brescovit, 2006
- Aillutticus viripotens Ruiz & Brescovit, 2006